# Jurriaan Andriessen
Jurriaan Andriessen, cuyo nombre completo es Jurriaan Hendrik Andriessen, (Haarlem, 15 de noviembre de 1925 – La Haya, 23 de agosto de 1996) fue un compositor neerlandés. En su familia hay otros compositores notables como su padre Hendrik, su hermano Louis y su tío Willem. Andriessen estudió composición con su padre en el Conservatorio de Utrecht antes de trasladarse a París, donde estudió con Olivier Messiaen.

## Trayectoria
El grueso de la producción de Andriessen es música escénica. Su formación en París se dedicó principalmente a escribir música de cine. Tuvo una gran variedad de influencias musicales, como la música cinematográfica norteamericana, los ballets de Aaron Copland, la música popular de diversas culturas, el neoclasicismo y el serialismo. Este eclecticismo combinado con su habilidad compositiva hicieron que su escritura se adaptara perfectamente a la composición de obras dramáticas. Su primera composición escénica fue la música incidental de Het wonderlijke uur (La hora milagrosa), una obra estrenada en la celebración del quincuagésimo aniversario del reinado de la reina Guillermina de los Países Bajos en 1948.
En 1954 fue nombrado compositor residente de la Haagse Comedie (ahora denominado Nationaal Toneel o Teatro Nacional) y allí escribió música para obras de teatro como A Electra le sienta bien el luto de Eugene O'Neill y Rosencrantz y Guildenstern han muerto de Tom Stoppard, entre otras muchas.
Su estancia en Estados Unidos con una beca de la Fundación Rockefeller desde 1949 hasta 1951 fue fructífera para su escritura orquestal, otra área notable de su obra. Durante ese tiempo compuso la Tanglewood Overture para Serge Koussevitzky y las Sinfonías Berkshire, que después fueron utilizadas como música de ballet por George Balanchine. Parte de su producción musical proviene de encargos para celebraciones estatales, entre las que se encuentran la boda y la coronación de la reina Beatriz I de los Países Bajos, así como el jubileo de plata de la reina Juliana.
Además de las obras teatrales por las que es más destacado, Andriessen fue también un prolífico compositor de música de cámara y vocal, muchas de las cuales estaban destinadas a ser interpretadas por aficionados. También ha sido director de televisión.

### Obras seleccionadas
- Het wonderlijke uur (La hora milagrosa), música incidental para celebrar el 50º aniversario del reinado de la reina Guillermina (1948).
- Sinfonías Berkshire, piezas orquestales (1949).
- Rouw past Elektra (A Electra le sienta bien el luto), música incidental (1954).
- Concertino, para fagot y doble quinteto de viento madera (1962).
- Entrata Festiva (Entrada festiva), pieza orquestal para la boda de la princesa Beatriz (1966).
- Rosencrantz y Guildenstern han muerto música escénica (1968).
- Een Prince van Orangien (Un príncipe de Orange), pieza orquestal para el jubileo de plata de la reina Juliana (1973).
- Entrata della regina (Entrada de la reina), pieza orquestal para la coronación de la reina Beatriz (1980).
- Sciarada Spagnuola, Divertimento voor Blaaskwintet (Charada española, Divertimento para quinteto de viento) (1963).
- Las cloches des clochards (Las campanas de los vagabundos), suite para carillón (1976).